# フェリシティ・エース
フェリシティ・エース（英: Felicity Ace）は、日本の商船三井が運航していた、パナマ船籍（便宜置籍）の自動車運搬船である。

## 船舶概要
2005年に新来島どっくにより建造された、全長約200m、総トン数60,188トン、載貨重量17,738トンの大型自動車運搬船であった。

## 火災・沈没事故
2022年2月10日、フォルクスワーゲン・グループの自動車3,965台を積載してドイツのエムデンからアメリカ合衆国東海岸のロードアイランド州デイビスビルに向けて出港した。2月16日、北大西洋のアゾレス諸島南西沖の北緯37度29.9分 西経30度14.0分付近を航行中に貨物室より出火。乗員22人はポルトガル海軍・空軍と付近を航行する民間船により全員救助され、ポルトガルのアゾレス諸島に避難した。乗員の退避後に船は火災を続けながら漂流し、2月22日には運航会社が手配したタグボートがジブラルタルから到着して放水を開始した。2月25日には救助船により曳航が開始されたが、悪天候のため右舷に傾き、現地時間3月1日午前9時頃に沈没した。
積荷はVWのほか、同社の系列のアウディ、ポルシェ、ベントレー、ランボルギーニなどの高級車が含まれていた。自動車の被害総額は3億3500万ドルに上るが、保険が適用されるとVW社では説明している。火災の原因は特定されていないが、積荷の中にはリチウムイオン電池を使用した電気自動車（EV）も含まれており、EVの火災は消火が困難である。同船には重油1000トン、軽油400トンの燃料油が詰まれていたが、漏出は確認されていない。